# Saint-Étienne-du-Valdonnez
Pour les articles homonymes, voir Saint-Étienne (homonymie).
Saint-Étienne-du-Valdonnez est une commune française, située dans le centre du département de la Lozère en région Occitanie.
Exposée à un climat de montagne, elle est drainée par le Bramont, l'Oultet et par divers autres petits cours d'eau. Incluse dans les Cévennes, la commune possède un patrimoine naturel remarquable : quatre sites Natura 2000 (le « mont Lozère », le « Valdonnez », « les Cévennes » et les « gorges du Tarn et de la Jonte ») et dix zones naturelles d'intérêt écologique, faunistique et floristique.
Saint-Étienne-du-Valdonnez est une commune rurale qui compte 641 habitants en 2022, après avoir connu un pic de population de 1 323 habitants en 1851. Elle fait partie de l'aire d'attraction de Mende. Ses habitants sont appelés les Valdonneziens ou  Valdonneziennes.

## Géographie

### Localisation
Saint-Étienne-du-Valdonnez se trouve dans le département français de la Lozère, à une dizaine de kilomètres au sud-est de Mende. Cette commune de 600 habitants est, comme son nom l'indique, située dans le Valdonnez, une petite région naturelle rurale.

### Communes limitrophes
Les communes limitrophes sont  Brenoux, Ispagnac, Lanuéjols, Les Bondons, Mont Lozère et Goulet et Saint-Bauzile.
| Brenoux       | Lanuéjols                  |                       |
| Saint-Bauzile | Saint-Étienne-du-Valdonnez | Mont Lozère et Goulet |
|               | Ispagnac                   | Les Bondons           |

### Hameaux et lieux-dits
La commune se compose d’un bourg principal, le village de Saint-Étienne-du-Valdonnez, et de 16 hameaux ou écarts : Chalhac, Pruneyrolles, Molines, Le Cluzel, Le Moulin Bas, Varazoux, Ventalhac, Bassy, Montmirat, La Baraque des gendarmes, La Bazalgette, Le Montet, La Borie, La Fage, Les Faux, et Les Laubies.

### Hydrographie
Saint-Étienne-du-Valdonnez est arrosée par le Bramont.

### Climat
Pour des articles plus généraux, voir Climat de l'Occitanie et Climat de la Lozère.
En 2010, le climat de la commune est de type climat de montagne, selon une étude s'appuyant sur une série de données couvrant la période 1971-2000. En 2020, Météo-France publie une typologie des climats de la France métropolitaine dans laquelle la commune est exposée à un climat de montagne ou de marges de montagne et est dans la région climatique Sud-est du Massif Central, caractérisée par une pluviométrie annuelle de 1 000 à 1 500 mm, minimale en été, maximale en automne.
Pour la période 1971-2000, la température annuelle moyenne est de 8,7 °C, avec une amplitude thermique annuelle de 15,4 °C. Le cumul annuel moyen de précipitations est de 1 358 mm, avec 10 jours de précipitations en janvier et 5,7 jours en juillet. Pour la période 1991-2020, la température moyenne annuelle observée sur la station météorologique la plus proche, située sur la commune de Mende à 8 km à vol d'oiseau, est de 9,8 °C et le cumul annuel moyen de précipitations est de 788,2 mm,. Pour l'avenir, les paramètres climatiques de la commune estimés pour 2050 selon différents scénarios d'émission de gaz à effet de serre sont consultables sur un site dédié publié par Météo-France en novembre 2022.

### Milieux naturels et biodiversité

#### Espaces protégés
La protection réglementaire est le mode d’intervention le plus fort pour préserver des espaces naturels remarquables et leur biodiversité associée,.
Dans ce cadre, la commune fait partie de la zone cœur du Parc national des Cévennes. Ce  parc national, créé en 1967, est un territoire de moyenne montagne formé de cinq entités géographiques : le massif de l'Aigoual, le causse Méjean avec les gorges du Tarn et de la Jonte, le mont Lozère, les vallées cévenoles ainsi que le piémont cévenol.
Les Cévennes sont également un territoire reconnu réserve de biosphère par l'UNESCO en 1985 pour la mosaïque de milieux naturels qui la composent et qui abritent une biodiversité exceptionnelle, avec 2 400 espèces animales, 2 300 espèces de plantes à fleurs et de fougères, auxquelles s’ajoutent d’innombrables mousses, lichens, champignons,.

#### Réseau Natura 2000

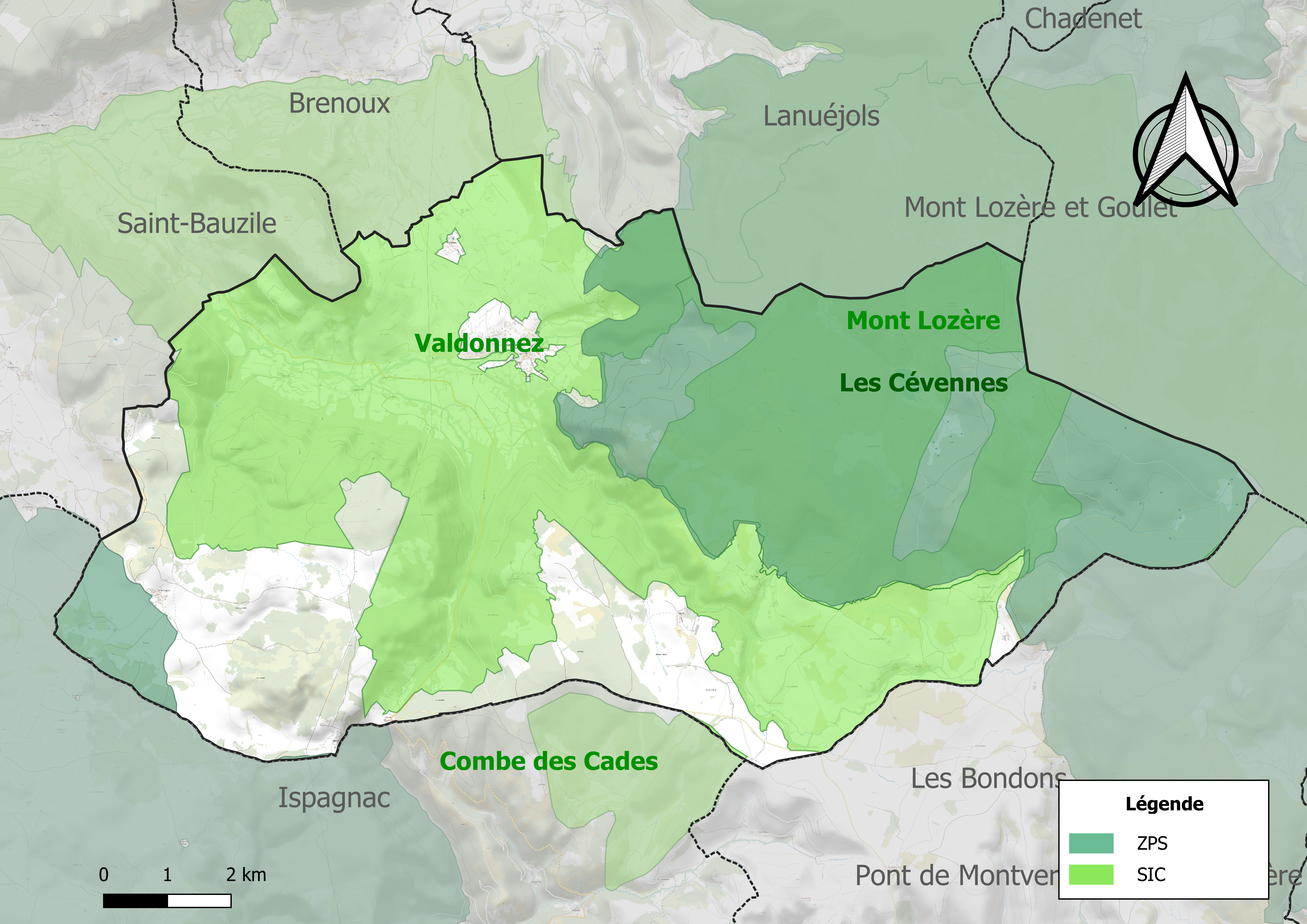
Sites Natura 2000 sur le territoire communal.

Le réseau Natura 2000 est un réseau écologique européen de sites naturels d'intérêt écologique élaboré à partir des directives habitats et oiseaux, constitué de zones spéciales de conservation (ZSC) et de zones de protection spéciale (ZPS).
Deux sites Natura 2000 ont été définis sur la commune au titre de la directive habitats :
- le « mont Lozère », d'une superficie de 11 687 ha, la plus grande zone continue de pelouses pseudo-alpines du sud du Massif central[16] ;
- le « Valdonnez », d'une superficie de 5 000 ha, présentant une grande diversité d'habitats naturels propices à la richesse de la faune et de la flore[17] ;

et deux au titre de la directive oiseaux : 
- les « gorges du Tarn et de la Jonte », d'une superficie de 41 801 ha, englobant le territoire de près des trois-quarts de la population de Vautours fauves des grands causses qui furent l'un des principaux sites français de réintroduction de cette espèce[18] ;
- « les Cévennes », d'une superficie de 92 044 ha, correspondant précisément à la zone centrale du parc national des Cévennes et rassemblant plusieurs ensembles distincts. La diversité des milieux et des paysages permet le maintien d'une avifaune riche et diversifiée : au total, 135 espèces d'oiseaux, dont 22 inscrites à l'annexe 1 de la directive 79-409-CEE, recensées dans la zone centrale du parc, dont une vingtaine d'espèces de rapaces diurnes et sept nocturnes[19].

#### Zones naturelles d'intérêt écologique, faunistique et floristique
L’inventaire des zones naturelles d'intérêt écologique, faunistique et floristique (ZNIEFF) a pour objectif de réaliser une couverture des zones les plus intéressantes sur le plan écologique, essentiellement dans la perspective d’améliorer la connaissance du patrimoine naturel national et de fournir aux différents décideurs un outil d’aide à la prise en compte de l’environnement dans l’aménagement du territoire.
Sept ZNIEFF de type 1 sont recensées sur la commune :
- l'« étang et tourbière de Barrandon » (25 ha)[21] ;
- les « falaises du Truc de Balduc » (548 ha), couvrant 3 communes du département[22] ;
- « les gorges du Bramont » (83 ha)[23] ;
- la « tourbière des Narses Mortes » (74 ha)[24] ;
- la « tourbière des sagnes et du Peschio » (135 ha), couvrant 3 communes du département[25] ;
- les « tourbières du versant nord du Mont Lozère » (789 ha), couvrant 3 communes du département[26] ;
- les « Tufière du vallon de Valoubière » (49 ha)[27] ;

et trois ZNIEFF de type 2, : 
- le « causse de Sauveterre » (19 759 ha), couvrant 11 communes du département[28] ;
- les « gorges du Tarn » (14 434 ha), couvrant 19 communes du département[29] ;
- le « massif du Mont Lozère » (40 064 ha), couvrant 22 communes dont trois dans le Gard et 19 dans la Lozère[30].

Cartes des ZNIEFF de type 1 et 2 à Saint-Étienne-du-Valdonnez.
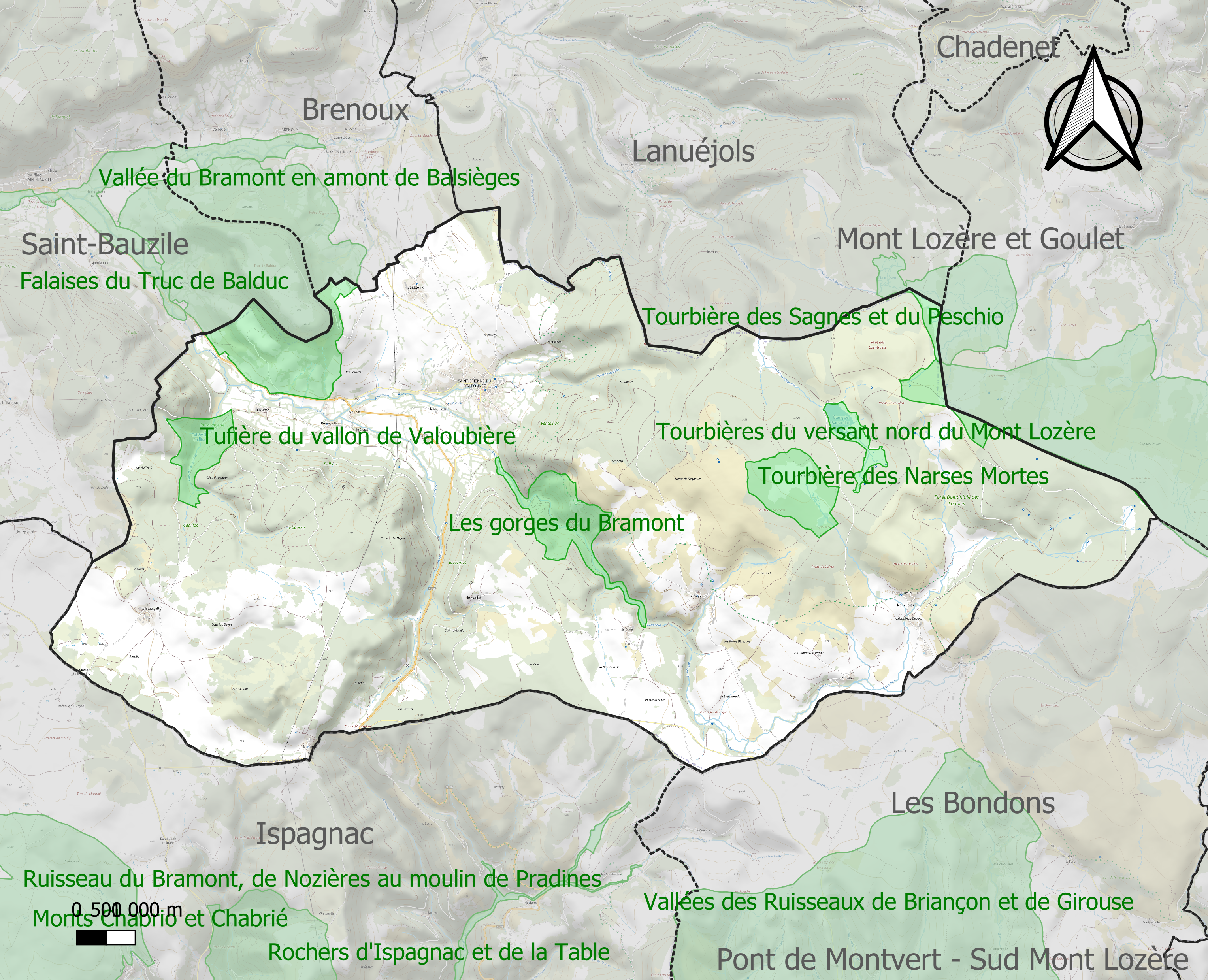
Carte des ZNIEFF de type 1 sur la commune.
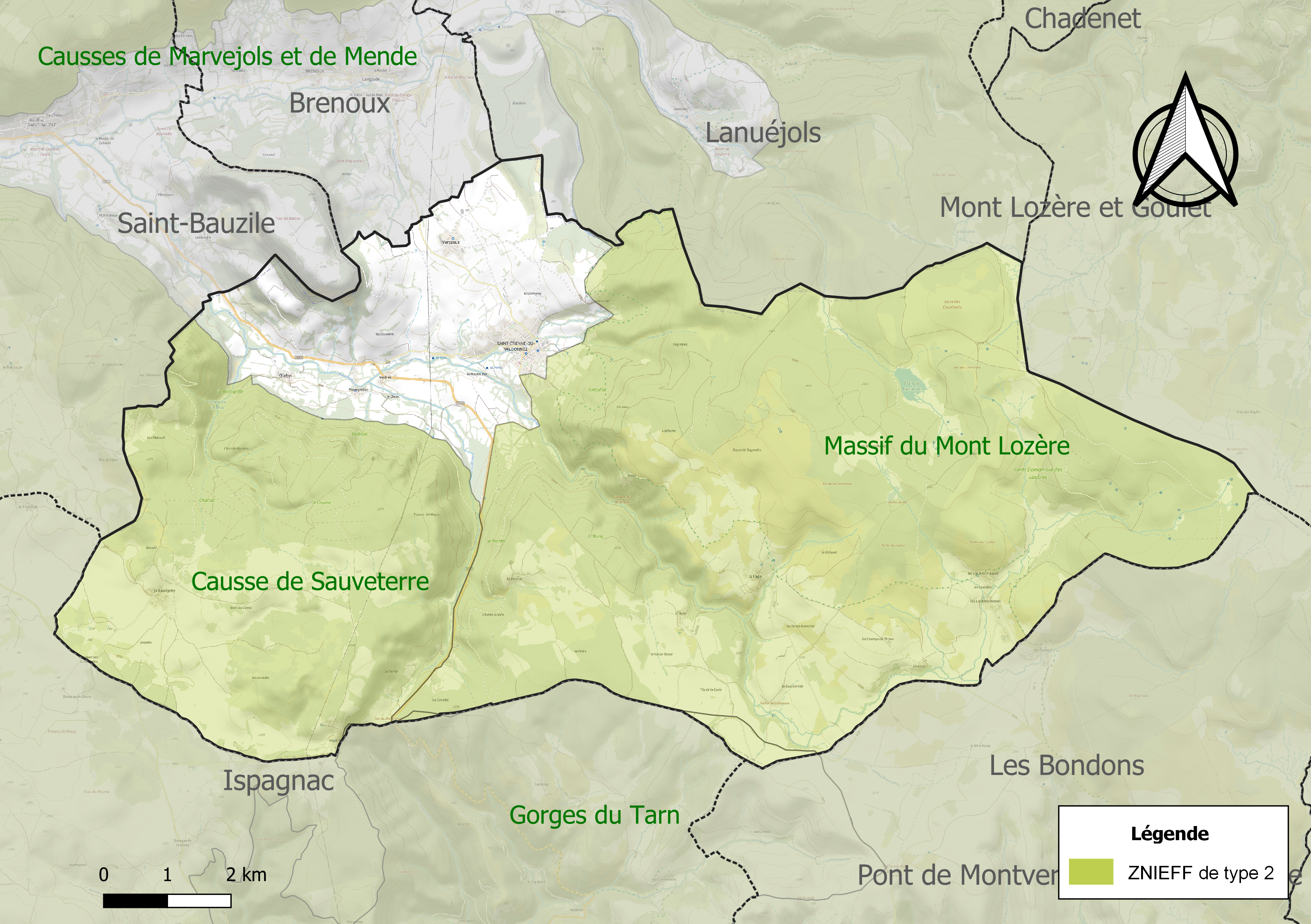
Carte des ZNIEFF de type 2 sur la commune.

## Urbanisme

### Typologie
Au 1er janvier 2024, Saint-Étienne-du-Valdonnez est catégorisée commune rurale à habitat dispersé, selon la nouvelle grille communale de densité à sept niveaux définie par l'Insee en 2022.
Elle est située hors unité urbaine. Par ailleurs la commune fait partie de l'aire d'attraction de Mende, dont elle est une commune de la couronne,. Cette aire, qui regroupe 31 communes, est catégorisée dans les aires de moins de 50 000 habitants,.

### Occupation des sols
L'occupation des sols de la commune, telle qu'elle ressort de la base de données européenne d’occupation biophysique des sols Corine Land Cover (CLC), est marquée par l'importance des forêts et milieux semi-naturels (69,7 % en 2018), en diminution par rapport à 1990 (74,7 %). La répartition détaillée en 2018 est la suivante : 
forêts (44,7 %), milieux à végétation arbustive et/ou herbacée (25 %), prairies (22,8 %), terres arables (3,5 %), zones agricoles hétérogènes (3,1 %), zones urbanisées (0,9 %). L'évolution de l’occupation des sols de la commune et de ses infrastructures peut être observée sur les différentes représentations cartographiques du territoire : la carte de Cassini (XVIIIe siècle), la carte d'état-major (1820-1866) et les cartes ou photos aériennes de l'IGN pour la période actuelle (1950 à aujourd'hui).

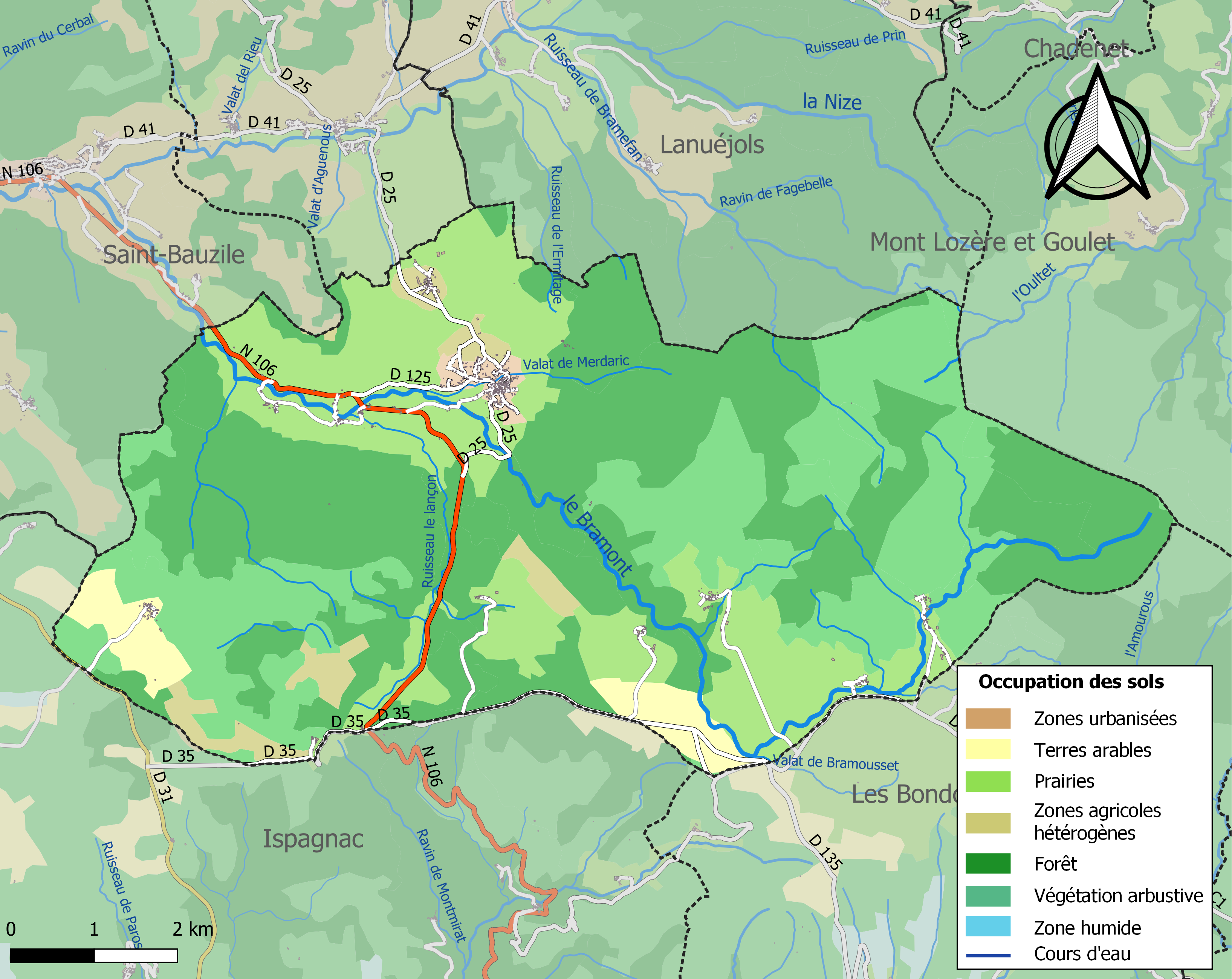
Carte des infrastructures et de l'occupation des sols de la commune en 2018 (CLC).

### Risques majeurs
Le territoire de la commune de Saint-Étienne-du-Valdonnez est vulnérable à différents aléas naturels : météorologiques (tempête, orage, neige, grand froid, canicule ou sécheresse), inondations, feux de forêts, mouvements de terrains et séisme (sismicité faible). Il est également exposé à un risque technologique, le transport de matières dangereuses, et à un risque particulier : le risque de radon. Un site publié par le BRGM permet d'évaluer simplement et rapidement les risques d'un bien localisé soit par son adresse soit par le numéro de sa parcelle.

#### Risques naturels
Certaines parties du territoire communal sont susceptibles d’être affectées par le risque d’inondation par débordement de cours d'eau, notamment le Bramont. La commune a été reconnue en état de catastrophe naturelle au titre des dommages causés par les inondations et coulées de boue survenues en 1982, 1994, 2003 et 2020,.
Saint-Étienne-du-Valdonnez est exposée au risque de feu de forêt. Un plan départemental de protection des forêts contre les incendies (PDPFCI) a été approuvé en décembre 2014 pour la période 2014-2023. Les mesures individuelles de prévention contre les incendies sont précisées par divers arrêtés préfectoraux et s’appliquent dans les zones exposées aux incendies de forêt et à moins de 200 mètres de celles-ci. L’arrêté du 23 mars 2018, complété par un arrêté de 2020, réglemente l'emploi du feu en interdisant notamment d’apporter du feu, de fumer et de jeter des mégots de cigarette dans les espaces sensibles et sur les voies qui les traversent sous peine de sanctions. L'arrêté du 23 août 2021, abrogeant un arrêté de 2002, rend le débroussaillement obligatoire, incombant au propriétaire ou ayant droit,,.

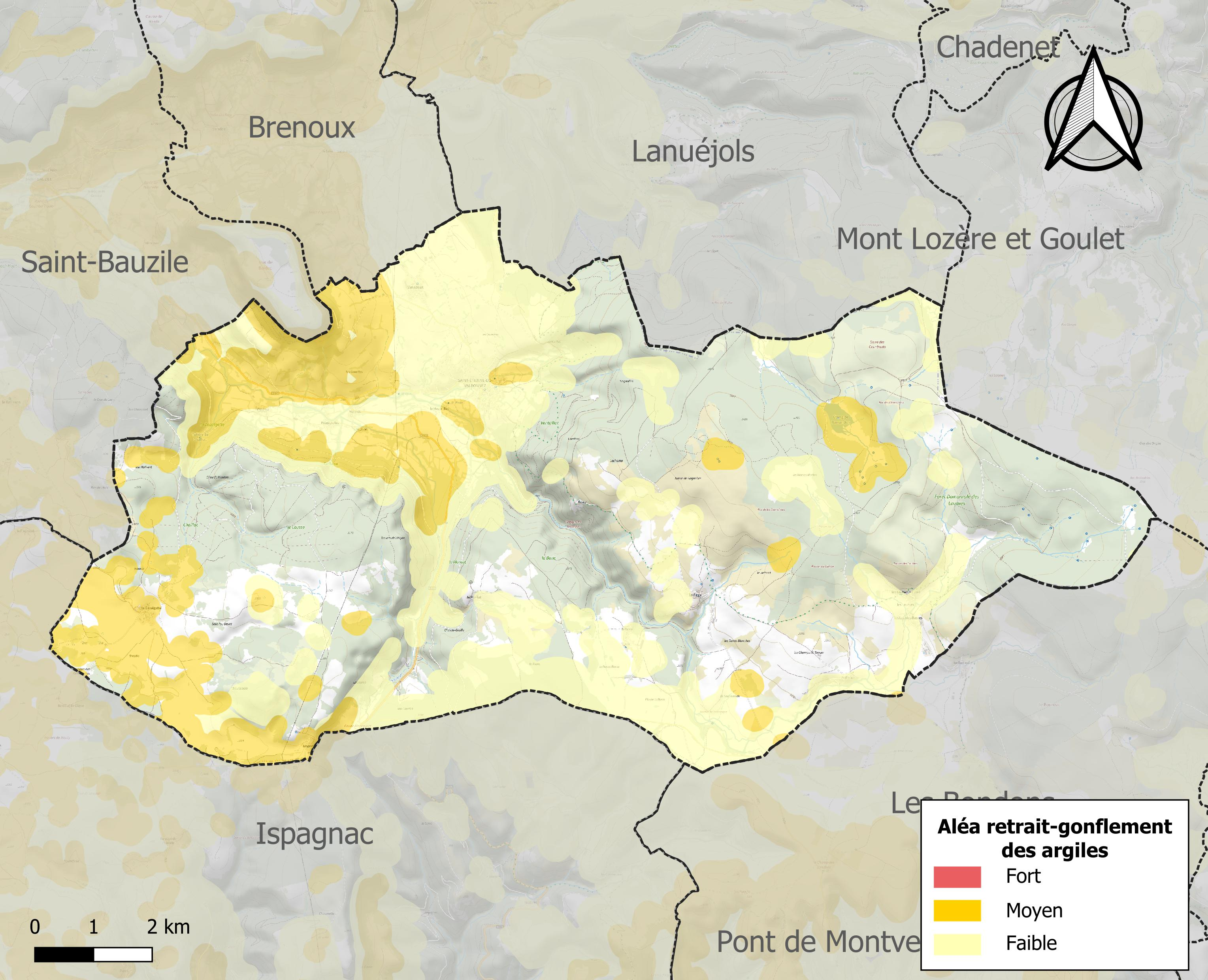
Carte des zones d'aléa retrait-gonflement des sols argileux de Saint-Étienne-du-Valdonnez.

Les mouvements de terrains susceptibles de se produire sur la commune sont des affaissements et effondrements liés aux cavités souterraines (hors mines), des éboulements, chutes de pierres et de blocs et des glissements de terrain. Par ailleurs, afin de mieux appréhender le risque d’affaissement de terrain, l'inventaire national des cavités souterraines permet de localiser celles situées sur la commune.
Le retrait-gonflement des sols argileux est susceptible d'engendrer des dommages importants aux bâtiments en cas d’alternance de périodes de sécheresse et de pluie. 17,3 % de la superficie communale est en aléa moyen ou fort (15,8 % au niveau départemental et 48,5 % au niveau national). Sur les 375 bâtiments dénombrés sur la commune en 2019, 50 sont en aléa moyen ou fort, soit 13 %, à comparer aux 14 % au niveau départemental et 54 % au niveau national. Une cartographie de l'exposition du territoire national au retrait gonflement des sols argileux est disponible sur le site du BRGM,.
Par ailleurs, afin de mieux appréhender le risque d’affaissement de terrain, l'inventaire national des cavités souterraines permet de localiser celles situées sur la commune.

#### Risques technologiques
Le risque de transport de matières dangereuses sur la commune est lié à sa traversée par des infrastructures routières ou ferroviaires importantes ou la présence d'une canalisation de transport d'hydrocarbures. Un accident se produisant sur de telles infrastructures est susceptible d’avoir des effets graves sur les biens, les personnes ou l'environnement, selon la nature du matériau transporté. Des dispositions d’urbanisme peuvent être préconisées en conséquence.

#### Risque particulier
Dans plusieurs parties du territoire national, le radon, accumulé dans certains logements ou autres locaux, peut constituer une source significative d’exposition de la population aux rayonnements ionisants. Certaines communes du département sont concernées par le risque radon à un niveau plus ou moins élevé. Selon la classification de 2018, la commune de Saint-Étienne-du-Valdonnez est classée en zone 3, à savoir zone à potentiel radon significatif.

## Toponymie
Le nom du village se réfère à la vallée naturelle du Valdonnez au sein de laquelle il se situe.
Le hameau de La Fage tirerait son nom d'une francisation de l'occitan « fa ja », signifiant les bois de hêtres.

## Histoire
C'est au Néolithique que débute l'occupation du site de la commune, comme en témoigne l'ensemble mégalithique des Bondons, que Saint-Étienne-du-Valdonnez se partage avec les communes voisines. Au cours du Moyen Âge sont érigés le château de Montmirat et les fortifications du village de Saint-Étienne-du-Valdonnez. De cet ensemble, il ne reste aucun vestige probant de nos jours. On peut néanmoins toujours apercevoir la cheminée des anciennes mines de galène argentifère exploitées dès le XVe siècle.

## Politique et administration
| Période | Période  | Identité                   | Étiquette          | Qualité                                  |
| ------- | -------- | -------------------------- | ------------------ | ---------------------------------------- |
| 1793    | 1797     | Etienne Meyrueix           |                    |                                          |
| 1798    | 1799     | Pierre Bonhomme            |                    |                                          |
| 1800    | 1826     | Jean Peire                 |                    |                                          |
| 1826    | 1830     | Jean-François Meyrueix     |                    |                                          |
| 1830    | 1843     | Jean-Chrisostome Boiral    |                    |                                          |
| 1843    | 1850     | Jean Auriac                |                    |                                          |
| 1850    | 1852     | Sylvestre Etienne Paradis  |                    |                                          |
| 1852    | 1871     | Jean-Baptiste Justin Peire |                    |                                          |
| 1871    | 1883     | Ernest Plagnes             |                    |                                          |
| 1883    | 1888     | François Meyrueix          |                    |                                          |
| 1888    | 1892     | Pierre-Sylvestre Michel    |                    |                                          |
| 1892    | 1900     | Charles Chevalier          |                    |                                          |
| 1900    | 1905     | Jean Chabert               |                    |                                          |
| 1905    | 1908     | Jean-François Pauc         |                    |                                          |
| 1908    | 1909     | Jean-Étienne Baret         |                    |                                          |
| 1909    | 1919     | Paulin Daudé-Gleize        | Républicain modéré | Député (1898-1906), Sénateur (1906-1928) |
| 1919    | 1925     | Étienne Seguin             |                    |                                          |
| 1925    | 1932     | Jean-Louis Rousset         |                    |                                          |
| 1932    | 1935     | Jean-Louis Afflatet        |                    |                                          |
| 1935    | 1945     | Louis Parrain              |                    |                                          |
| 1945    | 1947     | Raymond Causse             |                    |                                          |
| 1947    | 1959     | Adrien Martin              |                    |                                          |
| 1959    | 1971     | Pierre Couderc             | UDF                | Député (1962-1981)                       |
| 1971    | 1977     | Jean Marez                 |                    |                                          |
| 1977    | 1983     | Louis Litron               |                    |                                          |
| 1983    | 1995     | Roger Espinasse            |                    |                                          |
| 1995    | 2014     | Claude Feybesse            |                    |                                          |
| 2014    | 2020     | Jean-François Chabert      |                    |                                          |
| 2020    | En cours | Benoit Malaval             |                    |                                          |

## Population et société

### Démographie
L'évolution du nombre d'habitants est connue à travers les recensements de la population effectués dans la commune depuis 1793. Pour les communes de moins de 10 000 habitants, une enquête de recensement portant sur toute la population est réalisée tous les cinq ans, les populations de référence des années intermédiaires étant quant à elles estimées par interpolation ou extrapolation. Pour la commune, le premier recensement exhaustif entrant dans le cadre du nouveau dispositif a été réalisé en 2005.

En 2022, la commune comptait 641 habitants, en évolution de −0,93 % par rapport à 2016 (Lozère : +0,11 %, France hors Mayotte : +2,11 %).
| 1793  | 1800 | 1806  | 1821  | 1831  | 1836  | 1841  | 1846  | 1851  |
| ----- | ---- | ----- | ----- | ----- | ----- | ----- | ----- | ----- |
| 1 200 | 834  | 1 094 | 1 129 | 1 140 | 1 075 | 1 179 | 1 304 | 1 323 |

| 1856  | 1861  | 1866  | 1872  | 1876  | 1881  | 1886  | 1891  | 1896  |
| ----- | ----- | ----- | ----- | ----- | ----- | ----- | ----- | ----- |
| 1 287 | 1 230 | 1 265 | 1 069 | 1 164 | 1 171 | 1 218 | 1 103 | 1 138 |

| 1901  | 1906  | 1911  | 1921 | 1926 | 1931 | 1936 | 1946 | 1954 |
| ----- | ----- | ----- | ---- | ---- | ---- | ---- | ---- | ---- |
| 1 104 | 1 081 | 1 036 | 851  | 803  | 723  | 629  | 582  | 516  |

| 1962 | 1968 | 1975 | 1982 | 1990 | 1999 | 2005 | 2006 | 2010 |
| ---- | ---- | ---- | ---- | ---- | ---- | ---- | ---- | ---- |
| 434  | 405  | 355  | 383  | 384  | 469  | 562  | 582  | 638  |

| 2015 | 2020 | 2022 | - | - | - | - | - | - |
| ---- | ---- | ---- | - | - | - | - | - | - |
| 648  | 640  | 641  | - | - | - | - | - | - |

### Événement et Sports
La commune reçoit des épreuves cyclistes en particulier le Grand Prix du Valdonnez, laquelle existait déjà dans les années 1980.
| Année | Vainqueur          | Equipe                       |
| ----- | ------------------ | ---------------------------- |
| 2002  | Benoît Malaval     | UC Saint-Chély               |
| 2003  | Salah Redouane     | Equipe nationale du Maroc    |
| 2004  | Vincent Casal      | Vélo Club cévenol            |
| 2005  | Alexandre Cabrera  | Vélo Club cévenol            |
| 2006  | Cédric Gentil      | Vélo Club cévenol            |
| 2007  | Nicolas Frischt    | AVC Aix-en-Provence          |
| 2008  | Yann Durand        | Martigues                    |
| 2009  | Mika Nieminen      | AVC Aix-en-Provence          |
| 2010  | Edgaras Kovaliovas | Vélo Club La Pomme Marseille |
| 2012  | Quentin Jaquemet   | UC Aubenas                   |
| 2013  | Sandie Dujardin    | Manche Interrégion SUD EST   |

## Économie

### Revenus
En 2018, la commune compte 263 ménages fiscaux, regroupant 638 personnes. La médiane du revenu disponible par unité de consommation est de 20 480 € (20 420 € dans le département).

### Emploi
|                | 2008  | 2013  | 2018  |
| -------------- | ----- | ----- | ----- |
| Commune        | 4,1 % | 6,8 % | 7,4 % |
| Département    | 5 %   | 6,4 % | 7,1 % |
| France entière | 8,3 % | 10 %  | 10 %  |

En 2018, la population âgée de 15 à 64 ans s'élève à 394 personnes, parmi lesquelles on compte 83,4 % d'actifs (76 % ayant un emploi et 7,4 % de chômeurs) et 16,6 % d'inactifs,. En  2018, le taux de chômage communal (au sens du recensement) des 15-64 ans est supérieur à celui du département, mais inférieur à celui de la France, alors qu'il était inférieur à celui du département et de la France en 2008.
La commune fait partie de la couronne de l'aire d'attraction de Mende, du fait qu'au moins 15 % des actifs travaillent dans le pôle,. Elle compte 147 emplois en 2018, contre 138 en 2013 et 131 en 2008. Le nombre d'actifs ayant un emploi résidant dans la commune est de 303, soit un indicateur de concentration d'emploi de 48,6 % et un taux d'activité parmi les 15 ans ou plus de 64,8 %.
Sur ces 303 actifs de 15 ans ou plus ayant un emploi, 69 travaillent dans la commune, soit 23 % des habitants. Pour se rendre au travail, 87,7 % des habitants utilisent un véhicule personnel ou de fonction à quatre roues, 6,6 % s'y rendent en deux-roues, à vélo ou à pied et 5,6 % n'ont pas besoin de transport (travail au domicile).

## Culture locale et patrimoine

### Lieux et monuments
- L'ensemble patrimonial du village de la Fage (dont son clocher de tourmente, un four à pain et une croix à bénitier) est classé monument historique[49].
- L'église Saint-Étienne de Saint-Étienne-du-Valdonnez date de la fin du XIXe siècle. L'édifice est référencé dans la base Mérimée et à l'Inventaire général Région Occitanie[50]. Plusieurs objets sont référencés dans la base Palissy (voir les notices liées)[50].
- Église Sainte-Croix des Laubies Basses.
- Des moulins, fours, fontaines, anciennes échoppes villageoises occupent le site de la commune[43].
- L'étang de Barrandon, petit lac de pêche à la truite, est accessible depuis le hameau des Laubies.
- Les gorges du Bramont.

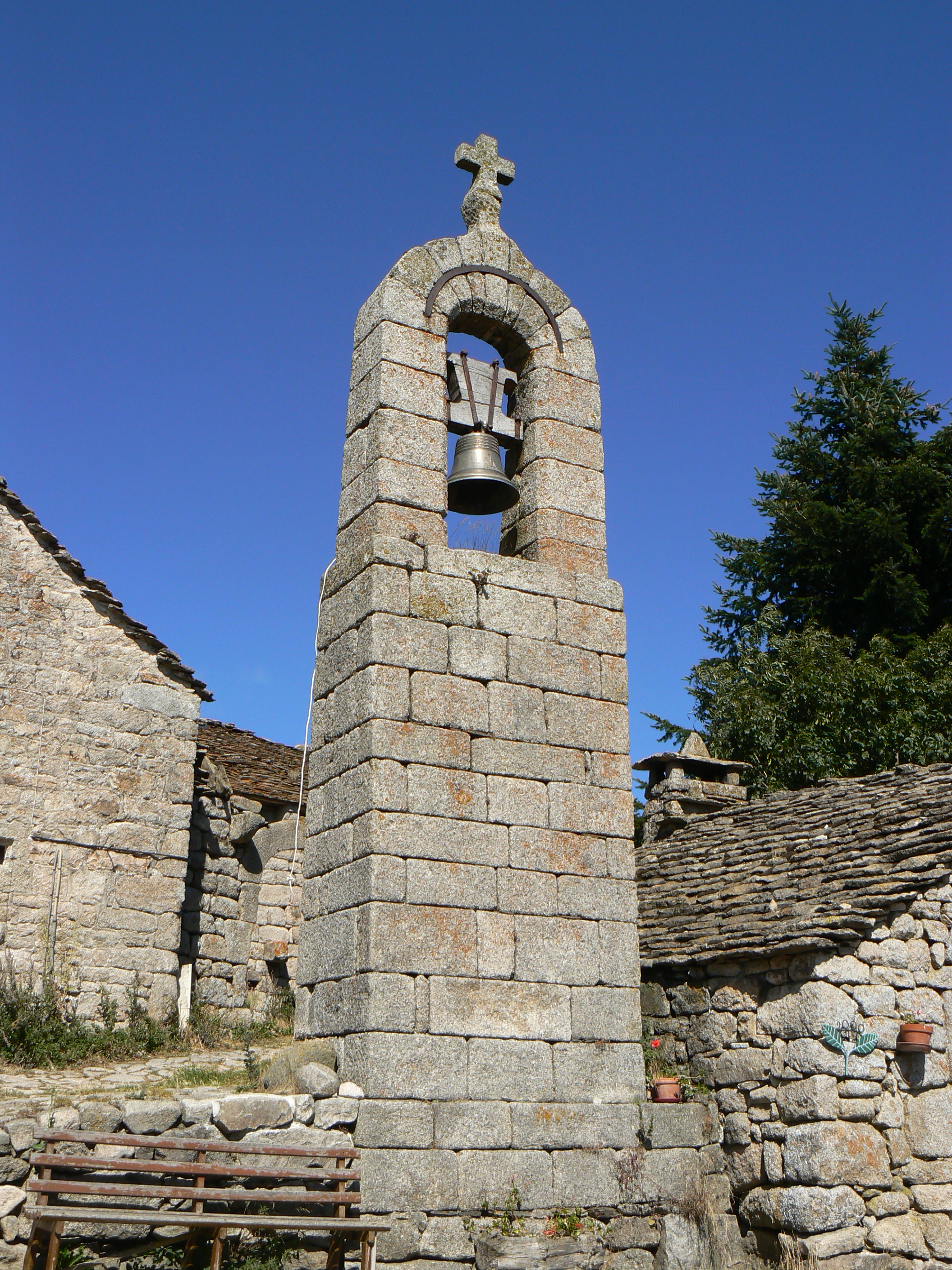
Le clocher de tourmente de la Fage.
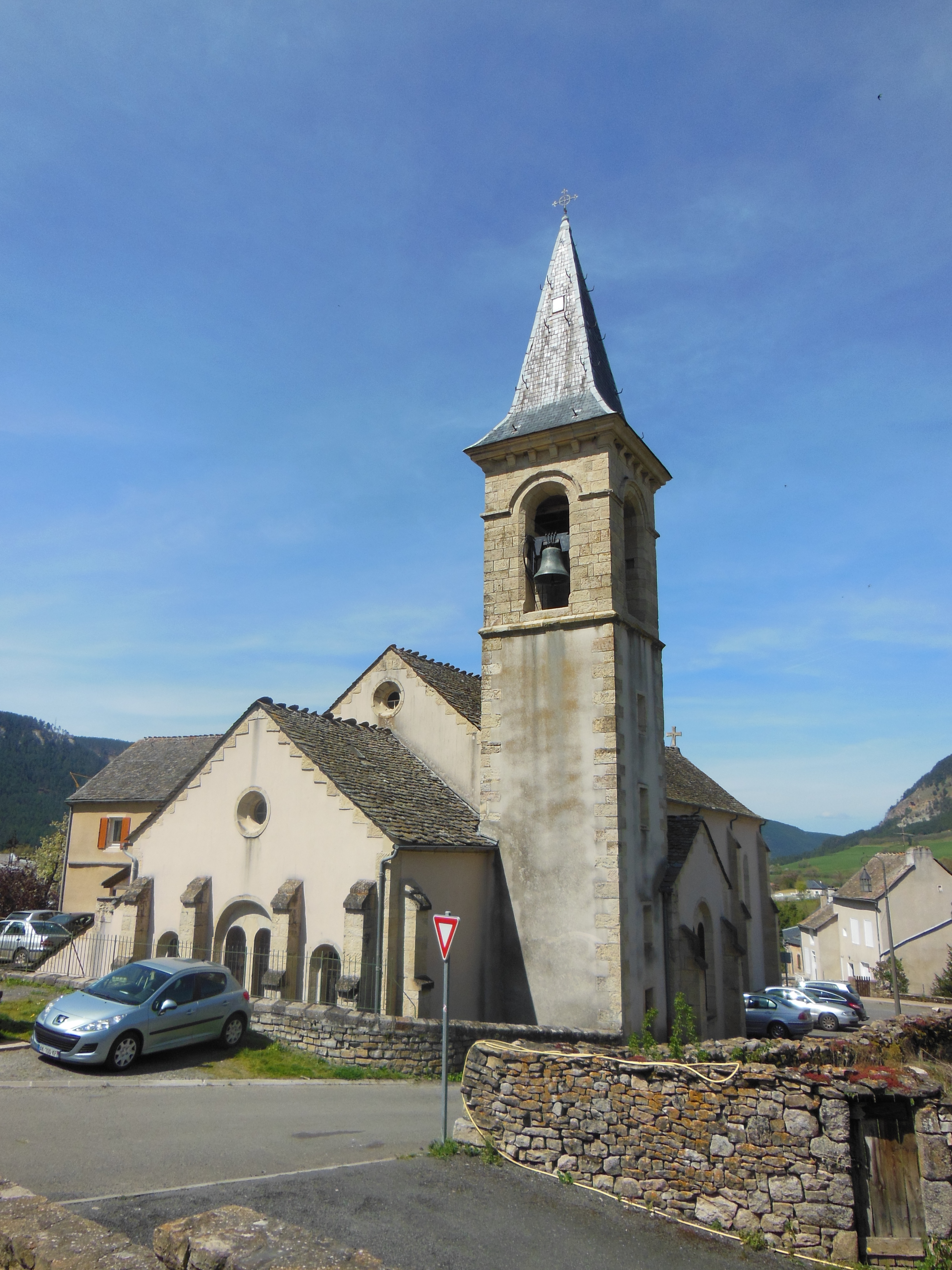
L'église Saint-Étienne.
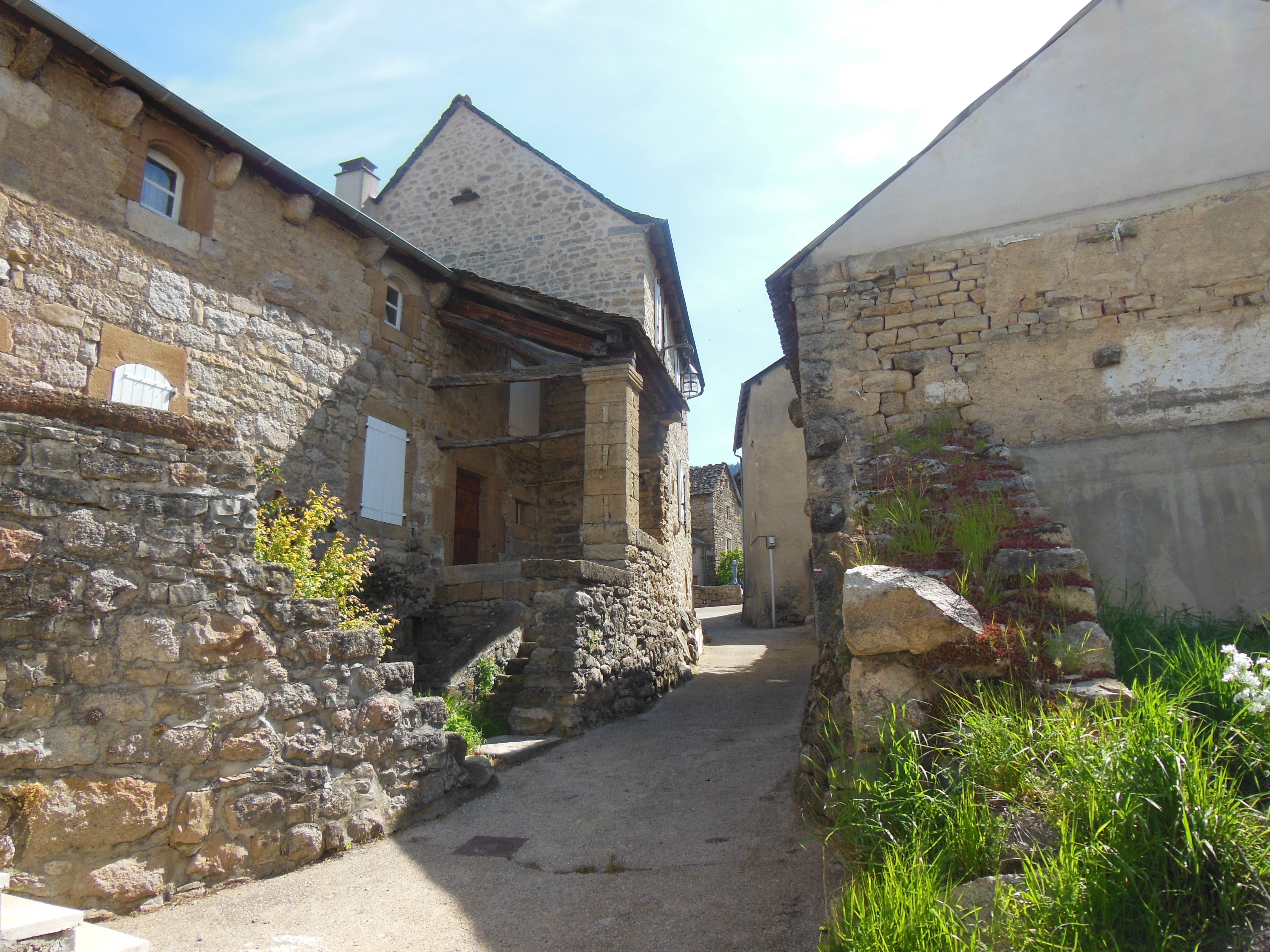
Rue du centre du village.
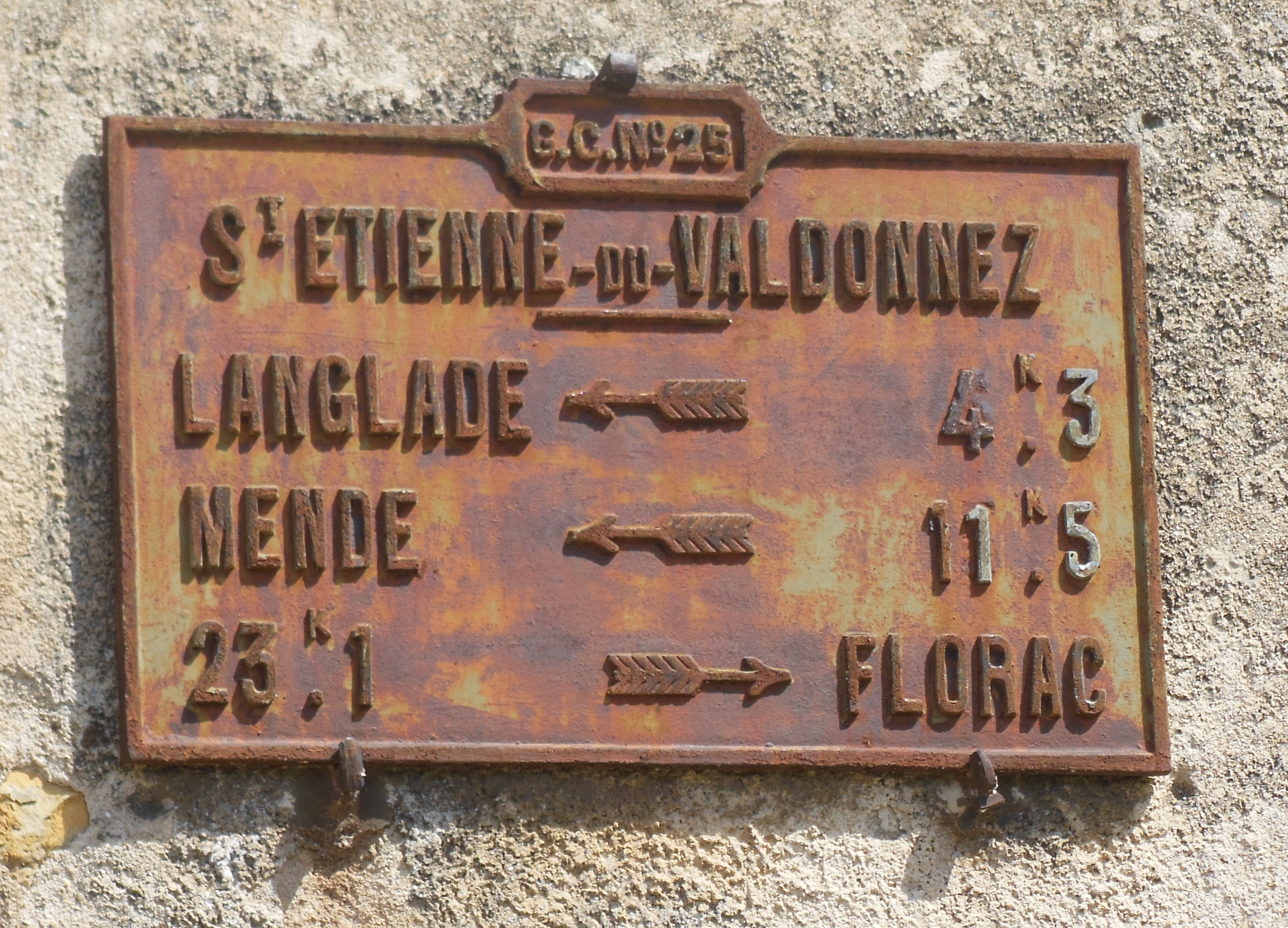
Ancienne plaque de signalisation routière indiquant les directions de Mende, Florac et Langlade.
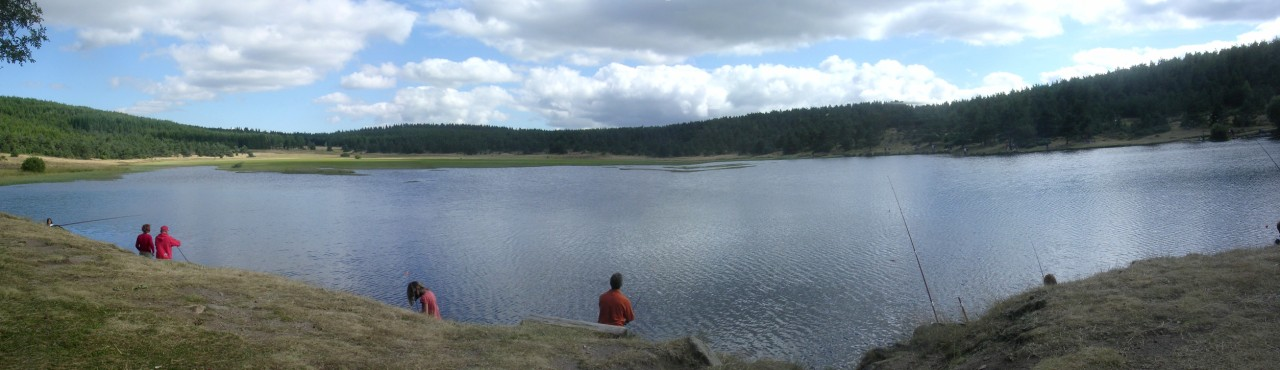
L'étang de Barrandon.

### Personnalités liées à la commune
- Florian Lahondes, Directeur des JA de Lozère